# Learjet 75
El Learjet 70/75 es un avión ejecutivo a reacción de tamaño medio lanzado por Bombardier Aerospace.

## Diseño

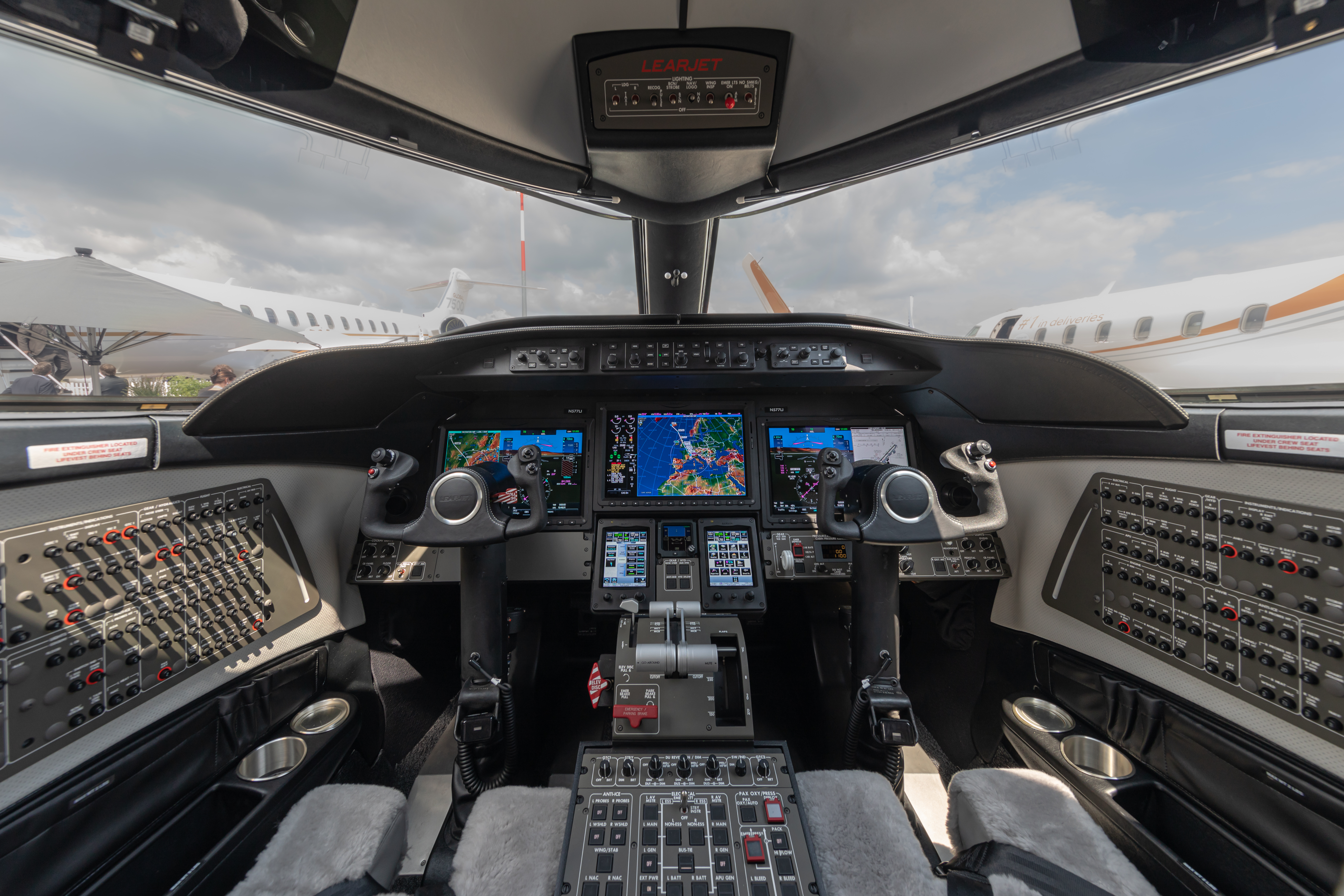
Cabina de mando

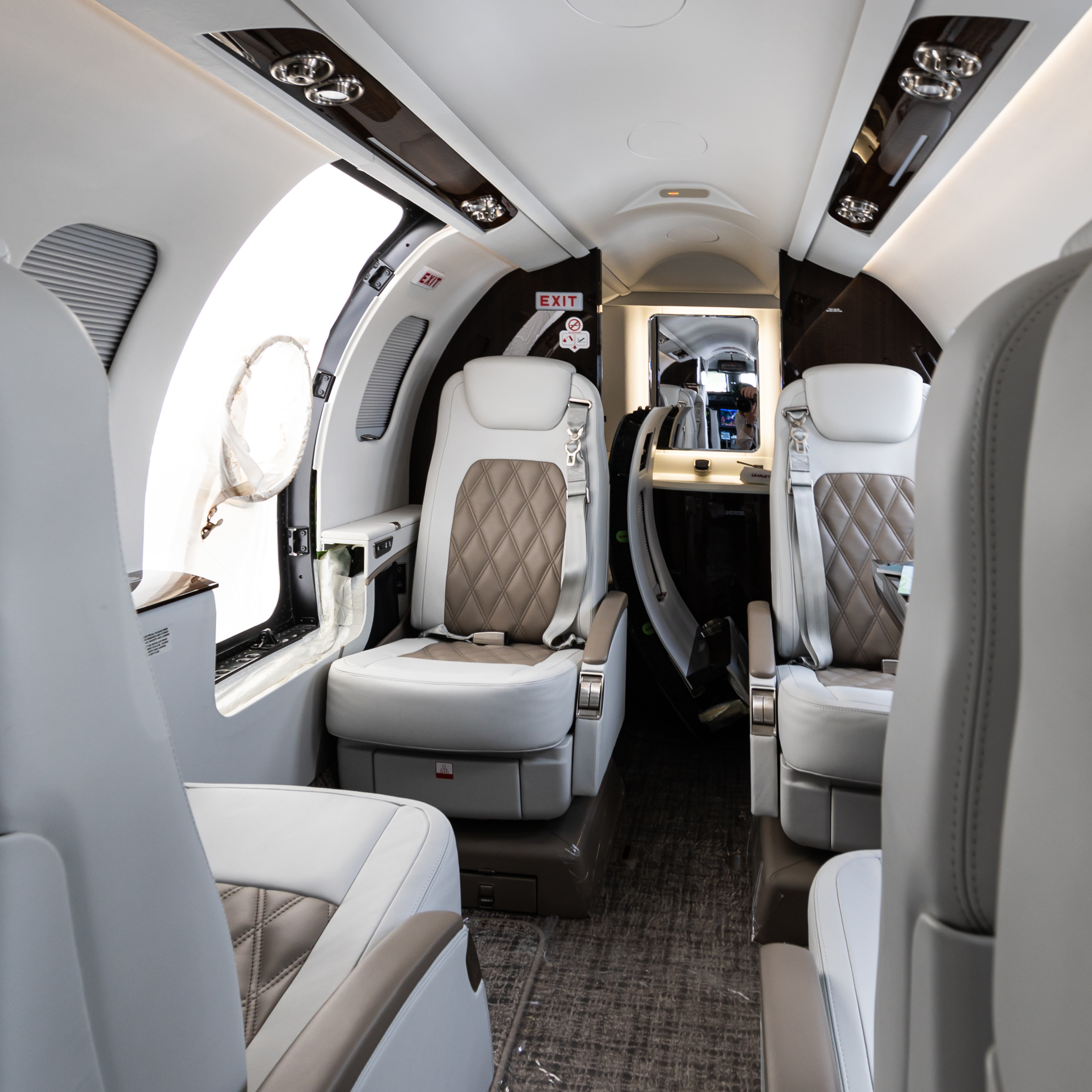
Cabina

Su diseño exterior esta basado en su antecesor el Learjet 45XR aunque con ciertas mejoras aerodinámicas. El interior adoptó el diseño y tecnología del proyecto Learjet 85 con pantallas táctiles de alta resolución en la cabina de mando.
Una de las diferencias con su antecesor es su mayor rango de alcance con su máxima capacidad de pasajeros, una aviónica mejorada, sus modernos motores Honeywell TFE741-40BR y los winglets en ángulo diseñados para un mayor ahorro de combustible.

## Historia
El 14 de noviembre de 2013 la FAA (Administración Federal de Aviación por sus siglas en inglés) le otorga a Bombardier la certificación de la aeronave y poco después de esto se comienzan a entregar los primeros pedidos.
En el año 2019 la aeronave se actualiza a una versión más económica llamada Learjet 75 Liberty, para así poder competir con el Cessna Citation CJ3+ o la aeronave de fabricación brasileña Phenom 300E.
En el 2021 Bombardier decidió cancelar su programa Learjet. El 28 de marzo del 2022 hace la última entrega de este modelo a la empresa Northern Jet.

## Especificaciones

### Características generales
- Tripulación: 2
- Capacidad: 8 a 9 pasajeros
- Longitud: 58 ft (17.7 m)
- Envergadura: 50 ft 11 in (15.5 m)
- Altura: 14.13 ft (4.31 m)
- Superficie alar: 311.6 ft2 (28.95 m2)
- Peso vacío: 13,890 lb (6,300 kg)
- Peso máximo al despegue: 21,500 lb (9,752 kg)
- Planta motriz: 2× Turbofan Honeywell TFE731-40BR.
  - Empuje normal: 17,1 kN (1746 kgf; 3850 lbf) de empuje cada uno.

### Rendimiento
- Velocidad crucero (Vc):  465 kt (535 mph, 861 km/h)
- Alcance: 2,040 nmi (2,350 mi, 3,780 km)
- Techo de vuelo: 51,000 ft (15544.8 m)
- Carga alar: 69.00 lb/sq ft (336.9 kg/m2)